# 桑福山

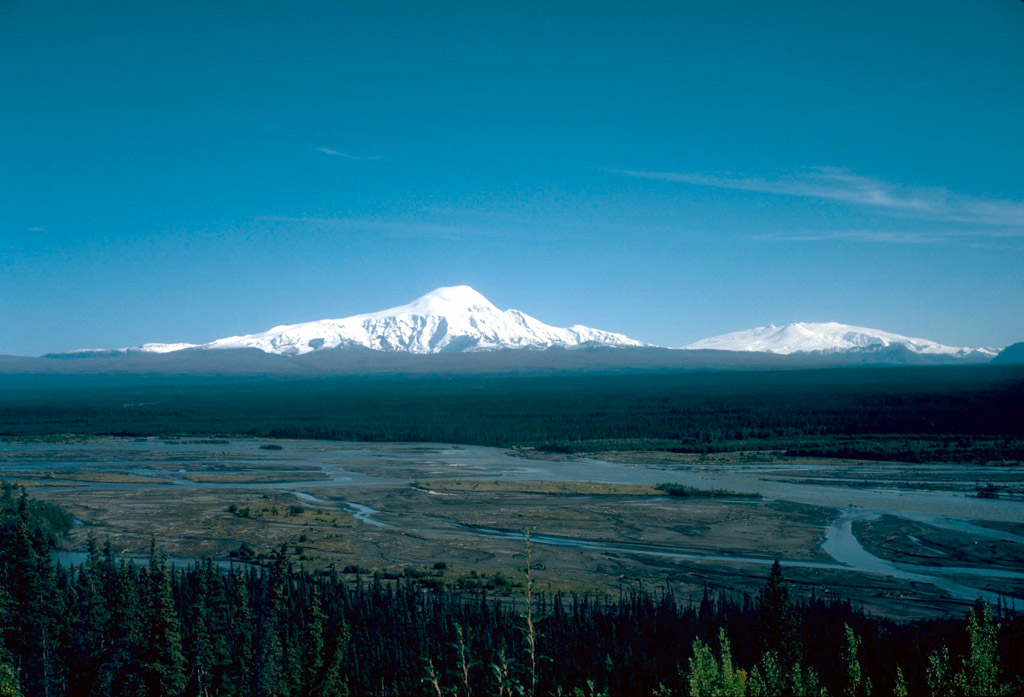
桑福山（左側較高者）與蘭格爾山（右側）。攝於1981年時。

桑福山（英語：Mount Sanford）是美國阿拉斯加州東南部的一座盾狀火山，海拔高度4,949米，是該國第三高火山。山體主要由安山岩形成，人類在1938年7月21日首次成功登頂。